# Jugganauts: The Best of Insane Clown Posse
Jugganauts: The Best of Insane Clown Posse è una raccolta di brani del gruppo Horrorcore Insane Clown Posse.

## Tracce
1. The Great Milenko  	1:56
2. Hokus Pokus	4:26
3. Piggy Pie (Old School) 	4:22
4. The Neden Game  	4:01
5. Halls Of Illusions	4:17
6. Mad Professor	5:50
7. Boogie Woogie Wu	4:25
8. Cherry Pie (I Need A Freak)	4:32
9. Another Love Song 	4:12
10. Rainbows & Stuff 	4:11
11. I Want My Shit 	5:20
12. Fuck The World 	3:42
13. Bitches (featuring Ol' Dirty Bastard)	4:33
14. My Axe  	3:53
15. Tilt-A-Whirl 	3:57
16. Please Don't Hate Me	4:17
17. Let's Go All The Way	3:34
18. What Is A Juggalo?